# Bronson Howard
Bronson Howard, o Bronson Crocker Howard (Detroit, 7 ottobre 1842 – Avon-by-the-Sea, 4 agosto 1908), è stato un commediografo, drammaturgo e giornalista statunitense.

## Biografia
Howard, figlio del sindaco di Detroit, completò il suo corso di studi a Detroit e nel New Haven, dopodiché si dedicò al giornalismo, collaborando con vari quotidiani, quali il Free Press a Detroit e il Tribune a New York.
La sua vita ricevette una svolta quando nel 1870 mise in scena con grande successo, di critica e di pubblico, la commedia Saratoga, innovativa perché rispecchiante le figure e le caratteristiche della società statunitense.

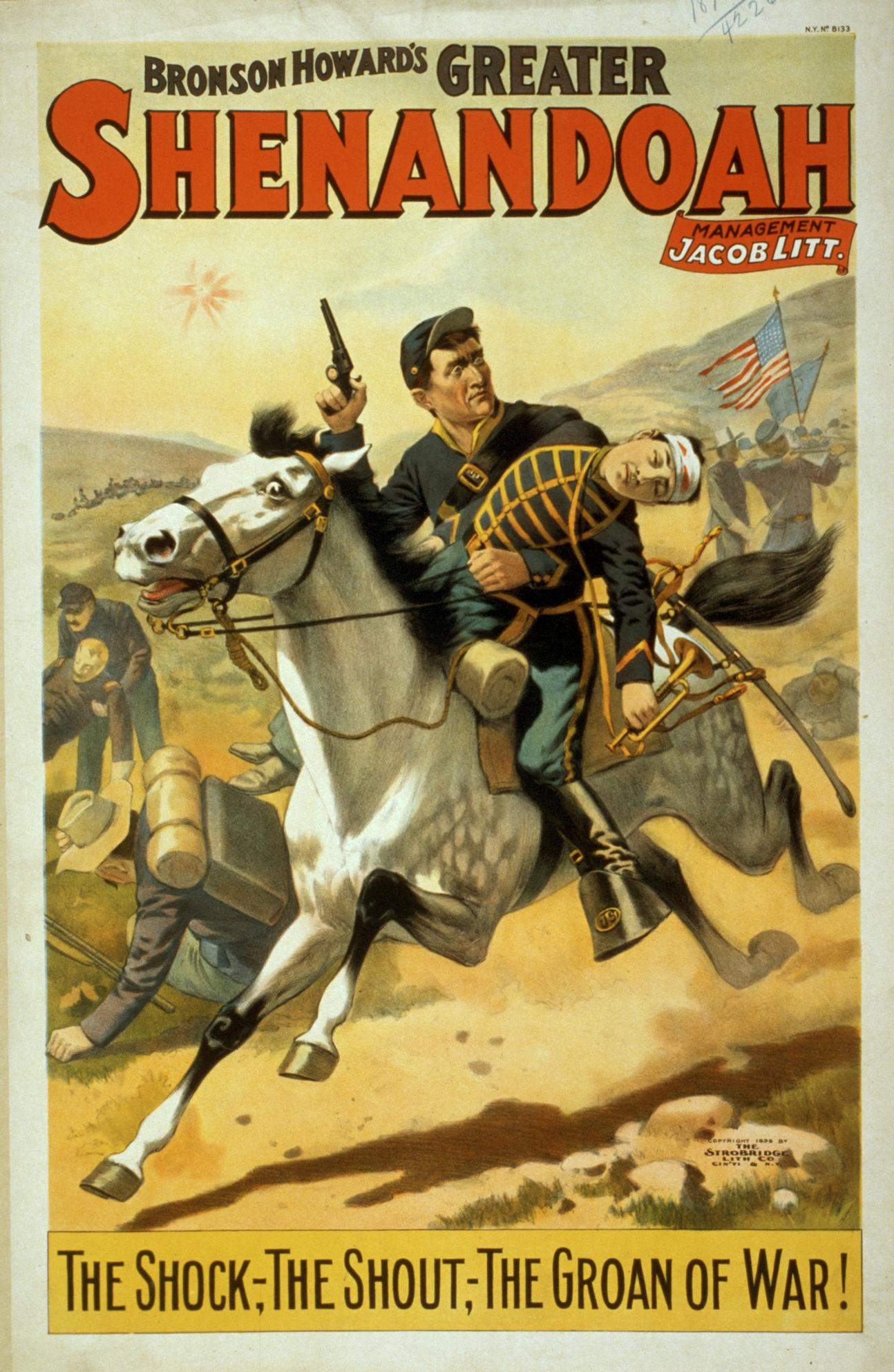
Shenandoah, 1889

La sua carriera proseguì con la realizzazione di numerose opere significative che tennero alta la sua popolarità  sia in America sia in Europa.
Tra i suoi lavori si ricordano Young Mrs. Winthrop ("La giovane signora Winthrop", 1882),  One of our Girls ("Una delle nostre ragazze", 1885), Shenandoah (1889).
Howard, che fu membro della American Academy of Arts and Letters e fondatore della American Dramatists Club, si è impegnato per il rispetto del copyright per i drammaturghi americani.
Howard è morto il 4 agosto 1908 nella cittadina di Avon-by-the-Sea, nel New Jersey.

## Opere
- The Banker's Daughter, 1878.
- Old Love Letters, 1878.
- Young Mrs. Winthrop, 1882.
- One of our Girls, 1885.
- The Henrietta, 1887.
- Shenandoah, 1889.
- Aristocracy, 1892.